# Pierre François Marie Ménard
Pour les articles homonymes, voir Pierre Ménard et Ménard.
Pierre François Marie Maxime Ménard (Villetrun, 2 mai 1837 - Paris, 21 avril 1902) est un officier de marine français.

## Biographie
Il entre à l'École navale en décembre 1852 et en sort aspirant de 2e classe en avril 1854. Aspirant de 1re classe (avril 1856), il est promu lieutenant de vaisseau en avril 1862 et se fait remarquer par ses études en hydrographie.
De 1875 à 1877, il commande l'aviso à roues Antilope et est nommé capitaine de frégate en mars 1877. Commandant du croiseur Hugon de 1881 à 1883, il est attaché au Dépôt des cartes et plans de la Marine et est promu capitaine de vaisseau en mai 1884.
Examinateur de manœuvre à l’École navale, capitaine de pavillon et chef d'état-major de l'amiral Louis Vignes sur la Minerve à la division de l'Atlantique Nord (1886-1887), il commande le cuirassé Amiral Duperré de 1889 à 1891.
Contre-amiral, il est envoyé au Comité des inspecteurs généraux de la marine puis commande en seconde, de 1894 à 1896 l'escadre du Nord sur le cuirassé Hoche et se distingue lors d'une mission de représentation délicate à Kiel en 1895.
Promu vice-amiral en décembre 1896, il commande en chef l'escadre du Nord de 1899 à 1901 et meurt, encore en activité, à Paris, le 21 avril 1902.

## Récompenses et distinctions
- Chevalier (15 mars 1865), Officier (28 janvier 1871) puis Grand officier de la Légion d'honneur (24 décembre 1899).